# إدوين بيدويل ويلسون
إدوين بيدويل ويلسون (بالإنجليزية: Edwin Bidwell Wilson) هو فيزيائي ورياضياتي أمريكي، ولد في 25 أبريل 1879 في هارتفورد في الولايات المتحدة، وتوفي في 28 ديسمبر 1964 في بروكلين في الولايات المتحدة.